# Jewison Bennette
Jewison Francisco Bennette Villegas (ur. 15 czerwca 2004 w Heredii) – kostarykański piłkarz występujący na pozycji lewego skrzydłowego, reprezentant Kostaryki, od 2024 roku zawodnik angielskiego Sunderlandu.
Jest synem Jewisona Bennetta i bratankiem Try Bennetta, również piłkarzy.